# Loxophlebia diaphana
Loxophlebia diaphana là một loài bướm đêm thuộc phân họ Arctiinae, họ Erebidae.